# Léonce (usurpateur)
Pour les articles homonymes, voir Léonce.
Léonce ou Léontius est un usurpateur byzantin, né vers le milieu du Ve siècle, mort en 488. 

## Biographie
Léonce semble avoir des origines isauriennes, une province d'Asie Mineure dont plusieurs rejetons acquièrent une grande influence dans l'Empire byzantin à partir des années 450-460. Néanmoins, d'autres sources comme Théophane le Confesseur mentionnent la Syrie comme lieu de naissance et plus précisément la cité de Chalcis. Issu plutôt de la noblesse, il suit une carrière militaire et accède à la fonction de magister militum pour la Thrace ainsi qu'au rang de patrice, qu'il détient en 484, sous le règne de l'empereur Zénon, Isaurien tout comme lui. Zénon le mobilise pour combattre la sédition du général Illus, particulièrement puissant. Cependant, il se range vite du côté du rebelle à l'été 484. Bientôt, c'est même lui qu'Illus fait couronner empereur le 18 ou le 19 juillet 484 par Vérine, la veuve de Léon Ier. Ce choix d'Illus de se mettre en retrait pourrait être une manière de se préserver en cas d'échec mais c'est bien lui qui dirige les opérations.
Léonce s'installe à Antioche, qui devient sa capitale de facto, même s'il peine à contrôler les autres grandes villes de la région. Il parvient tout de même à se constituer un début d'administration et tente de se concilier la population par des cadeaux et la construction de divers bâtiments. Il fait même battre quelques pièces d'or à son effigie. Il s'appuie surtout sur son magister officiorum, Pamprépios, d'origine égyptienne, qui pourrait avoir rejoint Illus et Léonce dans l'espoir de mettre fin à la répression qui frappe les païens. Parmi les autres personnalités qui entourent Léonce et Illus figurent Trocundus, Artemidorus ou Papimus, un officier de cavalerie. Néanmoins, Vincent Puech estime que l'armée à disposition des rebelles ne compte guère plus de 2 000 hommes. Léonce nomme aussi un comte des largesses sacrées, Iustinianus et un préfet du prétoire d'Orient, Aelianus.
Malgré ces efforts de structuration de la rébellion, Léonce et Illus sont rapidement dépassés militairement et chassés d'Antioche au mois de septembre. Ils sont contraints de se retirer dans le fort isaurien de Papyrius et subissent un long siège jusqu'en 488, lors duquel leurs soutiens s'étiolent progressivement à la suite de défections ou bien encore de décès, comme celui de Vérine. Pamprépios, accusé de trahison, est exécuté. Finalement, en 488, le général loyaliste Jean le Scythe s'empare des derniers factieux et les fait exécuter. Les têtes d'Illus et de Léonce sont envoyés à Constantinople pour être exposées publiquement.